# Art nouveau à Charleroi

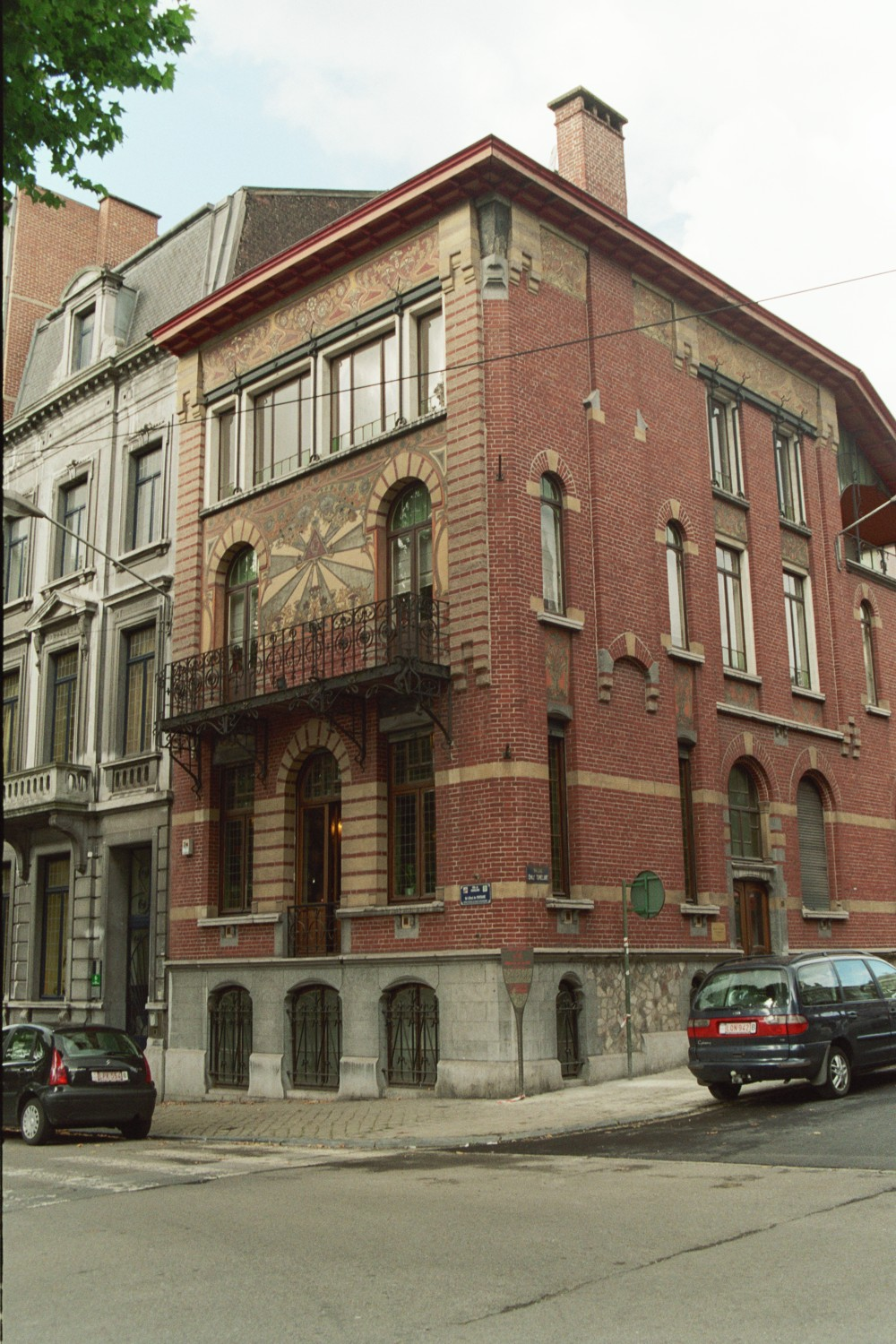
La Maison dorée par Alfred Frère, sgraffites par Gabriel Van Dievoet.

La ville de Charleroi est avec Liège la ville wallonne comptant le plus d'immeubles de style Art nouveau.

## Historique
La destruction des fortifications dès 1870 a permis l'extension de la ville sur des terrains fraichement dégagés.
C'est ainsi qu'au début du XXe siècle, Charleroi, en plein essor industriel (charbonnages, industries du verre et du fer), vit la création de nouveaux quartiers d'habitation principalement au nord de la ville haute. Beaucoup de ces résidences furent édifiées dans le style à la mode de cette (belle) époque : l'Art nouveau.

## Style
L'Art nouveau à Charleroi fut surtout mis en valeur par une utilisation ingénieuse du fer et du verre issus des industries locales ainsi que par la collaboration d'artistes bruxellois passés maîtres dans l'art du sgraffite comme Paul Cauchie et Gabriel Van Dievoet. L'Art nouveau carolorégien est assez proche du style « Art nouveau géométrique » pratiqué à Bruxelles par Paul Hankar.

## Principaux architectes Art nouveau à Charleroi
Les principaux architectes de la jeune génération de l'Art nouveau à Charleroi, furent : Hector Tonet, Constant Dujardin, Edgard Clercx (1873-1967), Octave Carpet (1873-1940), Georges Colin, Hector Lecomte. Certains architectes ayant construit à Charleroi avaient le siège de leurs activités dans d'autres villes comme Jules Lalière (1875-1953), ce dernier surtout actif à Namur, ou peut être d'autres venant de Bruxelles ou de Liège comme Victor Rogister ou Paul Hamesse. 
Une étude menée par Marie Wautelet qui s'appuie sur l'écriture figurant sur les demandes de permis de bâtir et sur les plans attribue un grand nombre de réalisations Art nouveau à Charleroi à François Guiannotte (1843-1914) et cette affirmation serait confirmée par une comparaison stylistique des bâtiments que cette étude lui attribue. Selon cette étude, il serait l'architecte Art nouveau le plus important de la ville.

## Principales réalisations Art nouveau à Charleroi
Parmi les nombreuses réalisations de style Art nouveau, trois maisons et une rue sont à épingler.

### La Maison dorée
La Maison dorée est la réalisation carolorégienne de style Art nouveau la plus connue. Elle est située à l'angle de la rue Tumelaire et du boulevard Defontaine. Cette maison est l'œuvre de l'architecte Alfred Frère pour l'industriel Chausteur. Les sgraffites ornant la façade ont été conçus par le Bruxellois Gabriel van Dievoet. La maison fut construite en 1899 et classée en 1993.

### La Maison Lafleur
Construite en 1908 au no 7 du boulevard Solvay, la Maison Lafleur, récemment attribuée à François Guiannotte, est proche du style Art nouveau géométrique que l'on retrouve dans la sécession viennoise et est assez semblable à la Maison Lapaille édifiée à Liège quelques années auparavant par Victor Rogister.

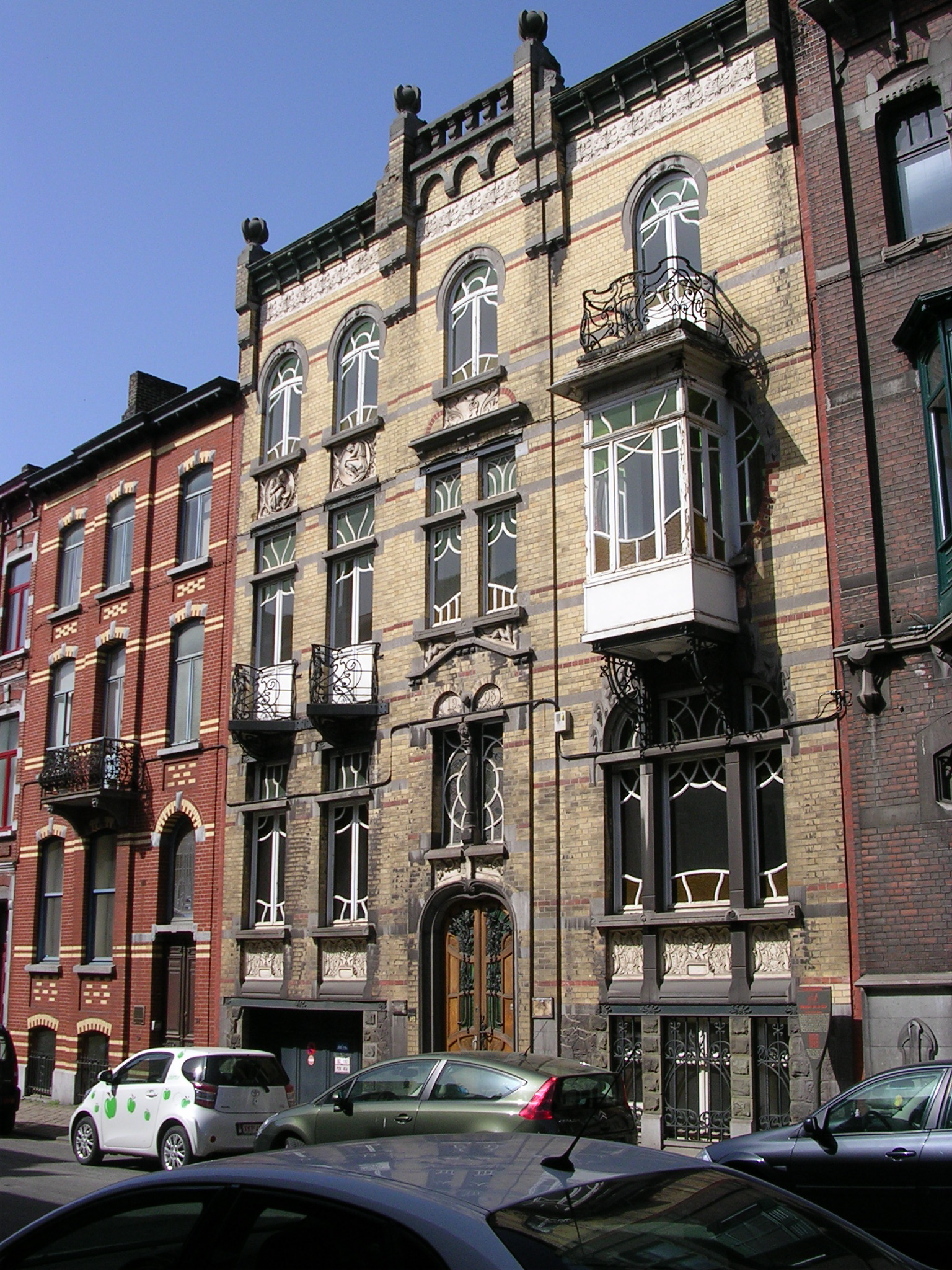
La Maison des médecins

### La Maison des Médecins
La Maison des Médecins située au no 40 de la rue Léon Bernus est un imposant immeuble de trois niveaux et quatre travées utilisant l'asymétrie et de nombreux matériaux de construction différents. Les nombreuses baies vitrées sont pourvues de petits bois et de vitraux colorés. Elle fut réalisée pour le Docteur Bastin en 1908 et classée en 1994. Traditionnellement attribuée à l'architecte Alfred Machelidon elle est maintenant considérée comme une œuvre tardive de François Guiannotte (1843-1914).

### La rue Léon Bernus
Comme Cogels Osylei à Anvers, la rue Léon Bernus est l'artère carolorégienne la plus représentative du style Art nouveau. Elle ne comptabilise pas moins d'une trentaine de maisons de ce style dont deux séquences allant des numéros pairs 28 à 56 et des numéros impairs 23 à 55. Ces ensembles ont été classés en 2010 comme ensemble architectural.

## Liste des réalisations Art nouveau à Charleroi
Liste non exhaustive de maisons de style Art nouveau ou en comportant certains éléments.

### Quartier nord de la ville haute
- rue Neuve, 6 (vitrine), Hector Tonet.
- rue Neuve, 26 (vitrine), Hector Tonet
- rue Neuve, 23/25
- rue de la Régence, 63, 1909
- boulevard Janson, 29, 38, 50
- avenue de Waterloo, 5 à 9, Edgard Clercx et Octave Carpet, 1910
- rue Zénobe Gramme, 22, Maison Lequy, 1909
- rue Zénobe Gramme, 37, Maison Lagouche, 1910
- boulevard Solvay, 7, Maison Lafleur, 1908
- rue Huart-Chapel, 7/9, Maisons Schmidt, 1913
- rue Léon Bernus, 1/3, Hector Tonet, 1912
- rue Léon Bernus, 14, 1909
- rue Léon Bernus, 23 à 55 et 28 à 56, ensemble architectural dont
  - rue Léon Bernus, 38, 1907
  - rue Léon Bernus, 39, Georges Colin, 1905
  - rue Léon Bernus, 40, Maison des médecins, 1908
  - rue Léon Bernus, 42/44, Edgard Clercx, 1906
- rue Isaac, 33/35

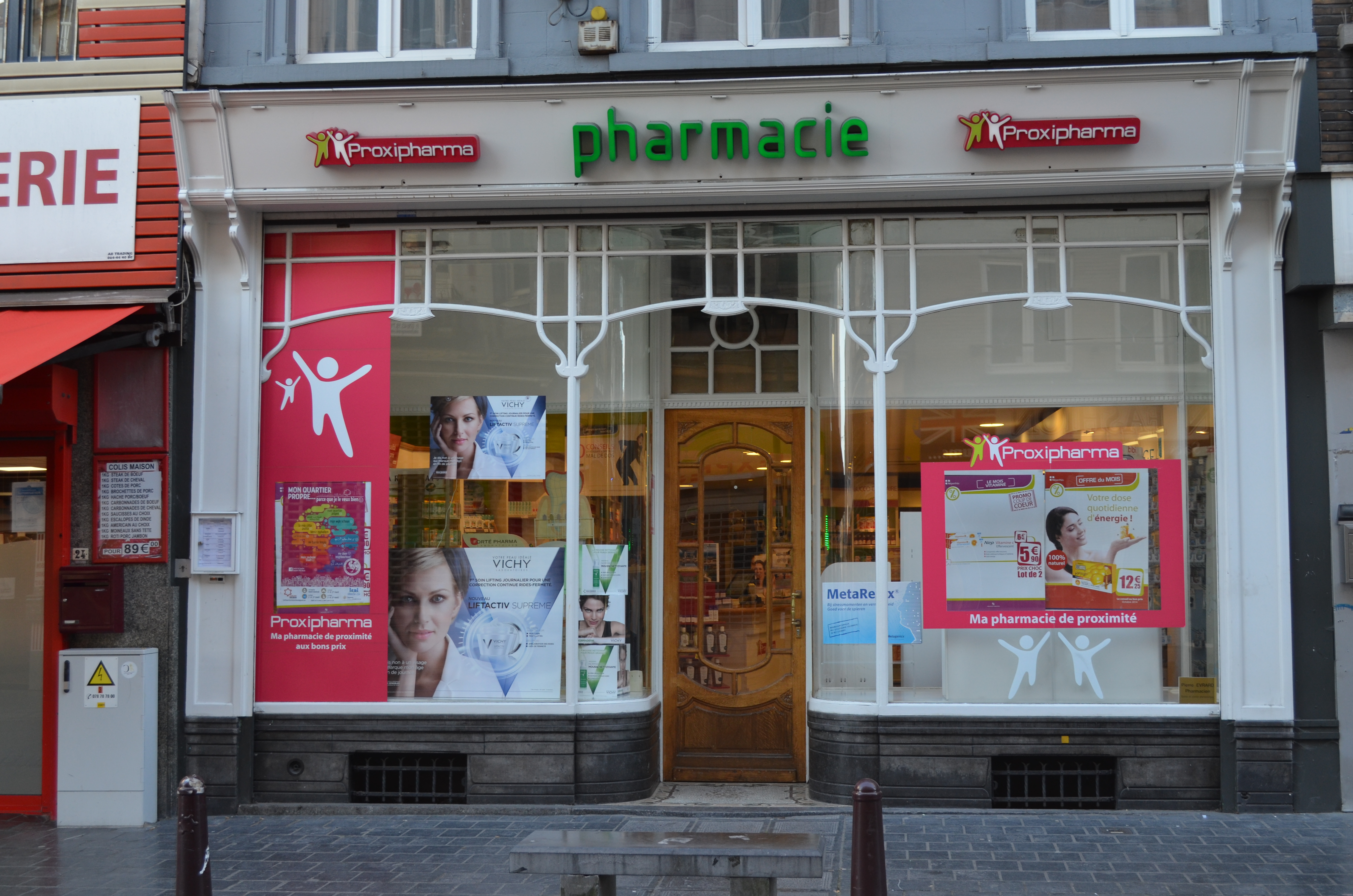
Vitrine à la rue Neuve n° 26, par Hector Tonet
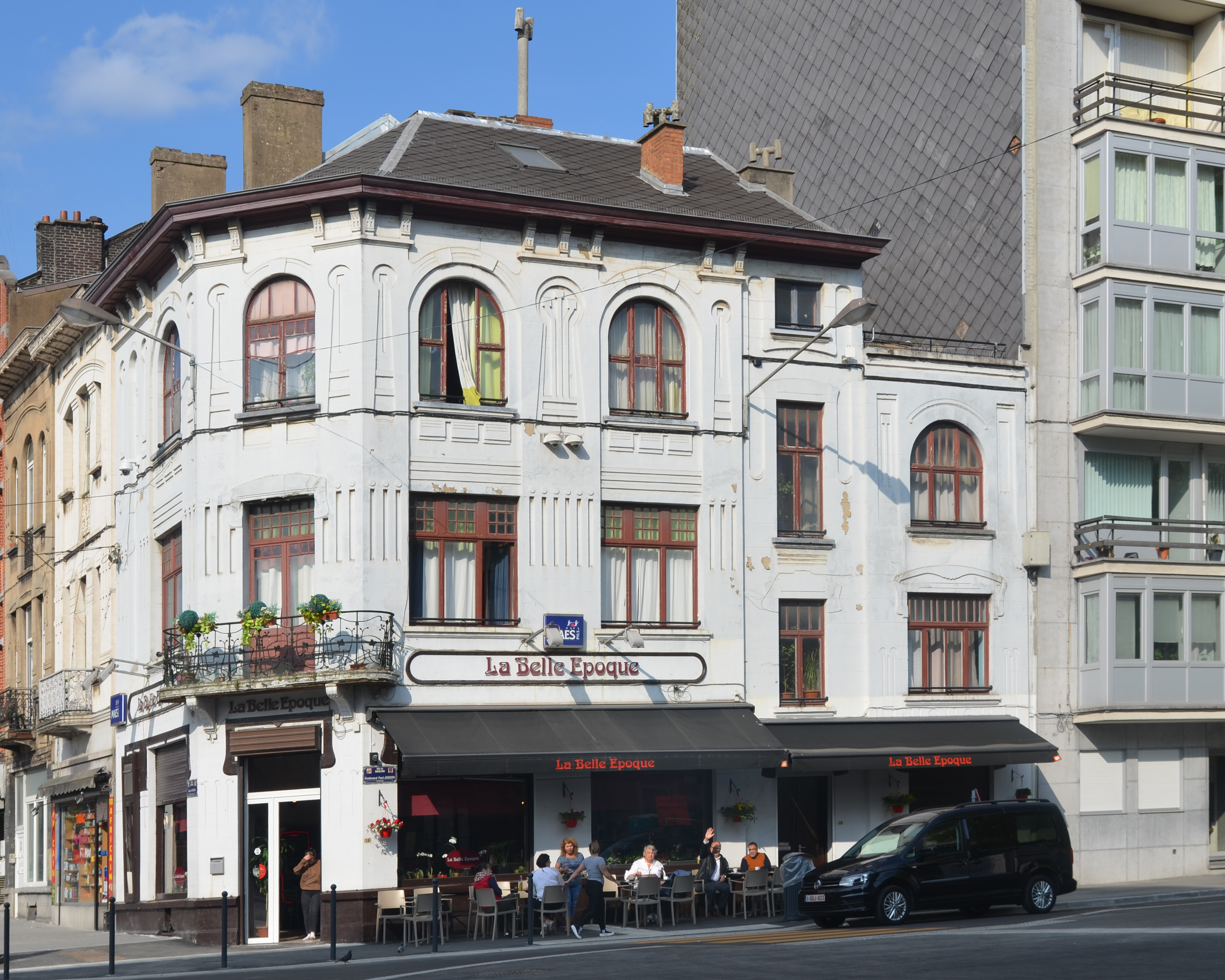
Boulevard Janson n° 38
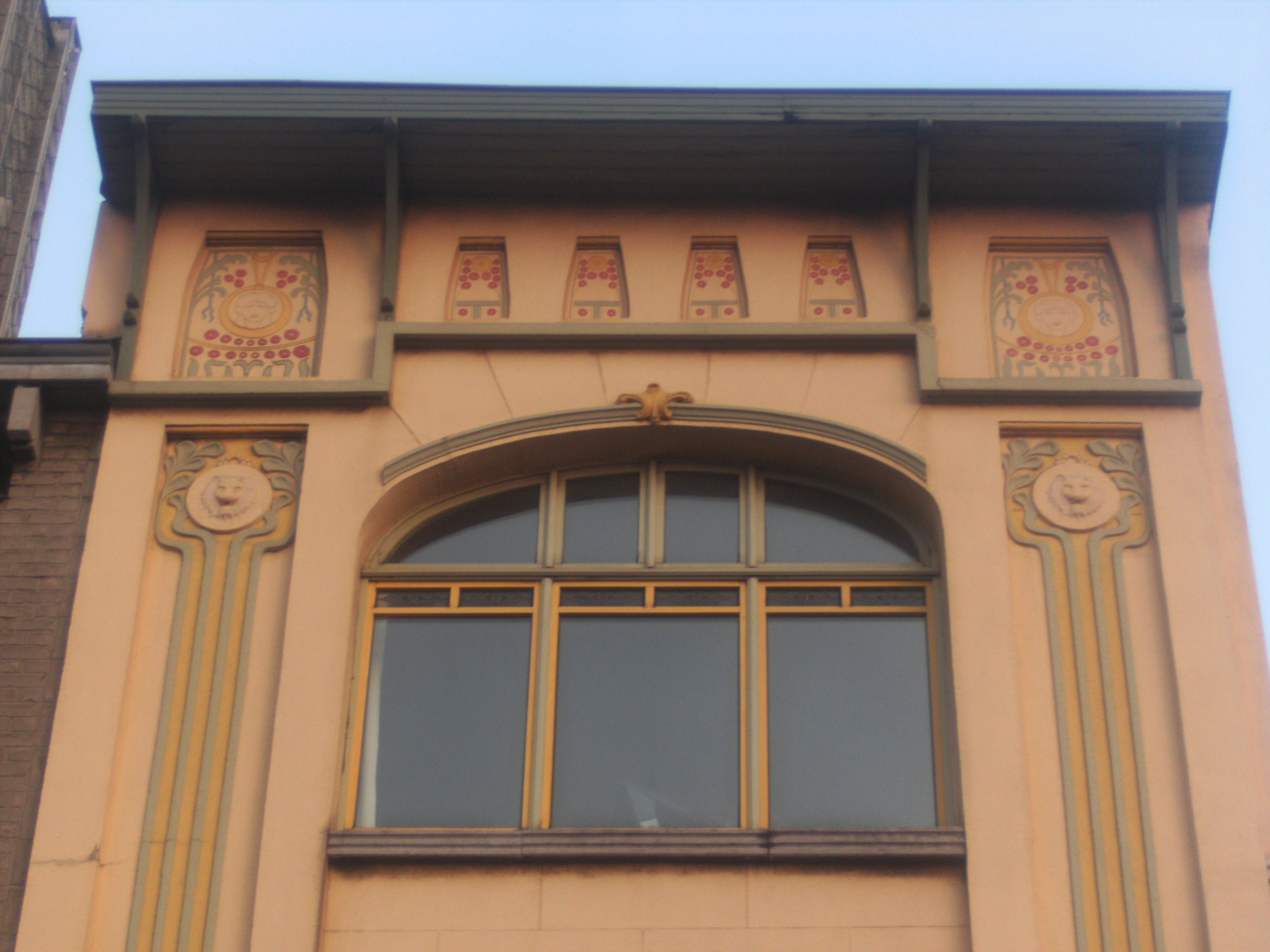
Maison Lafleur dans le style de Victor Rogister ou Paul Hamesse.
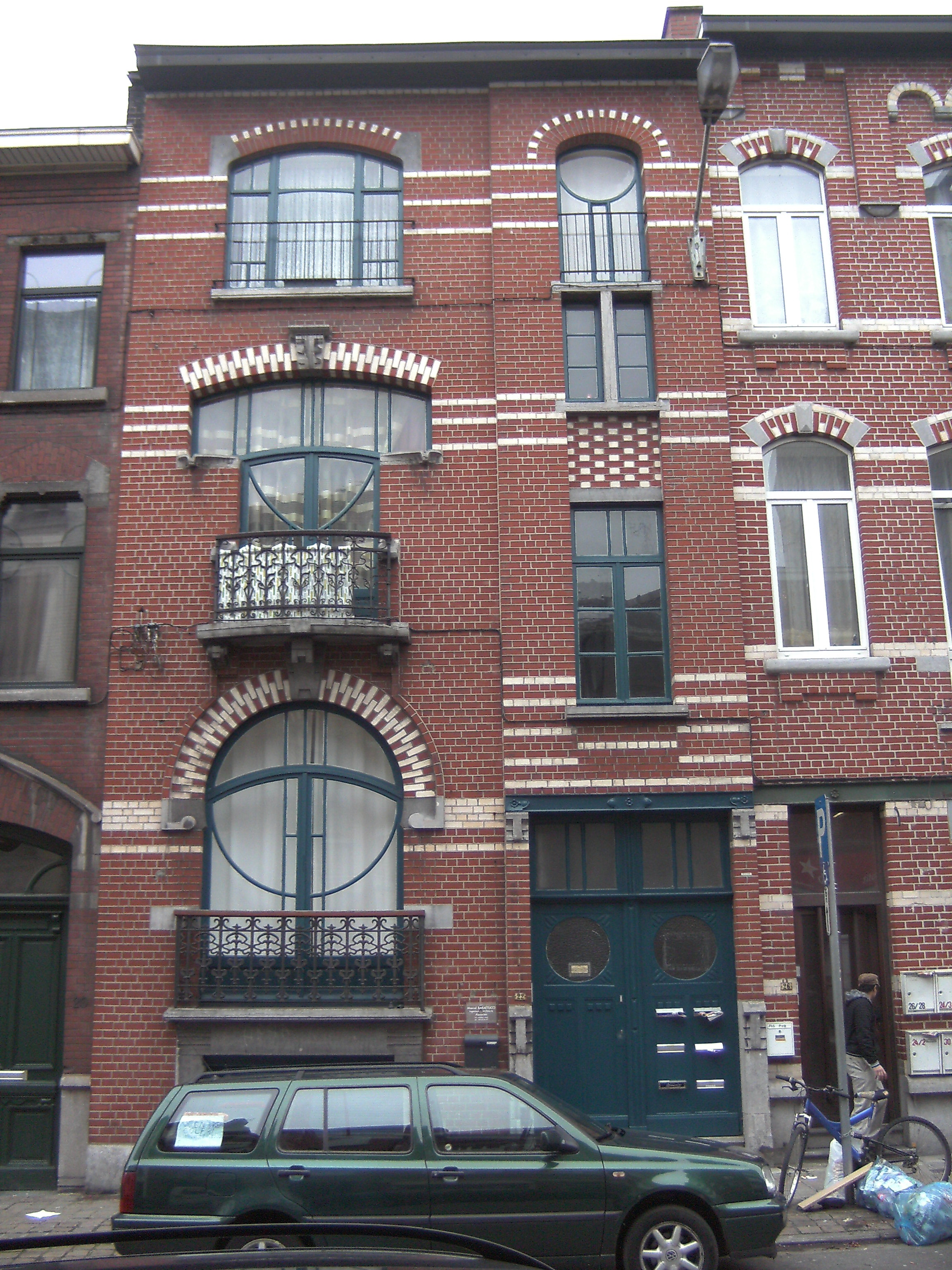
Maison Lequy en rue Zénobe Gramme n° 22 par Octave Carpet
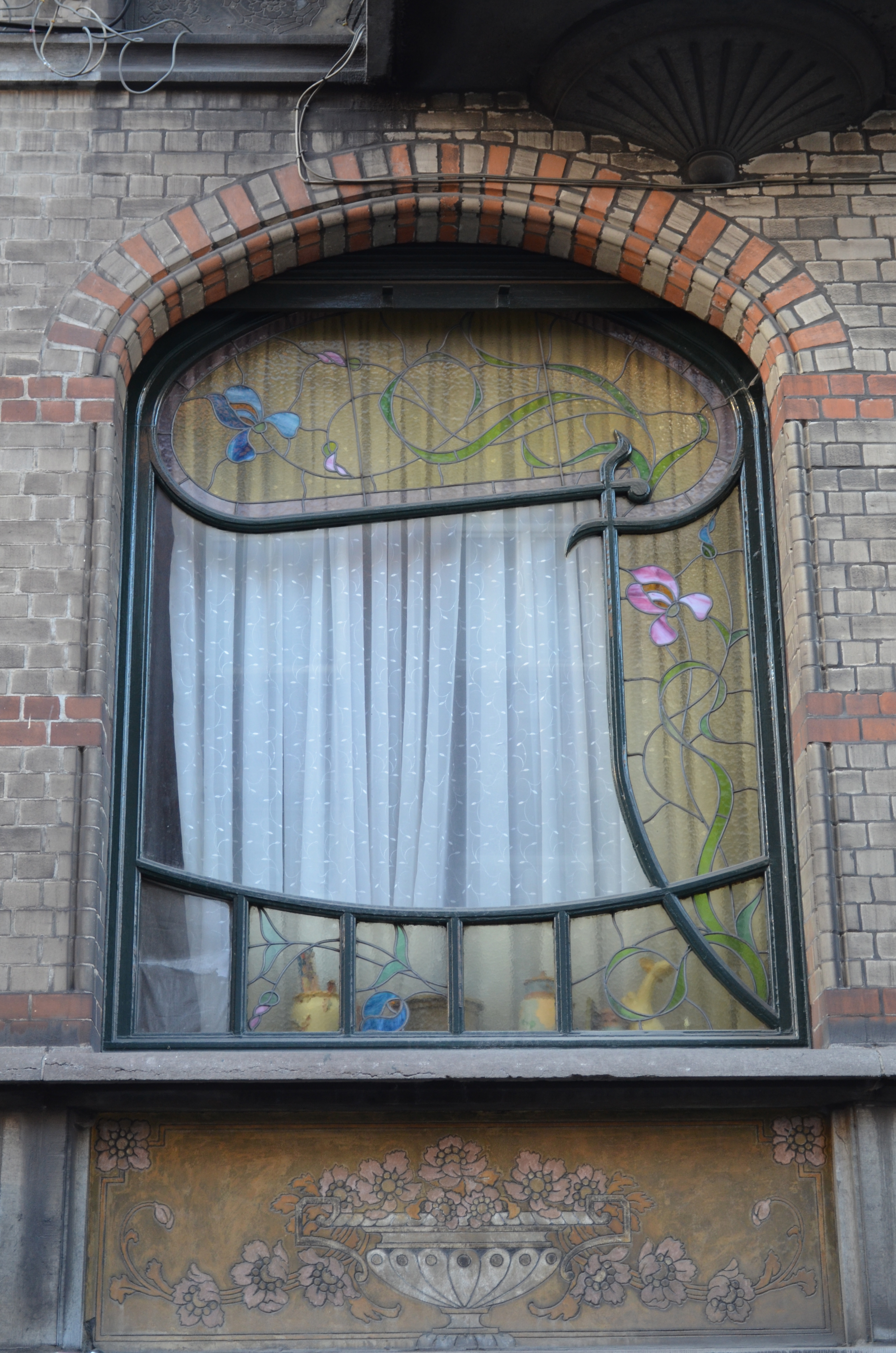
rue Huart-Chapel n° 7

### Autres quartiers
- rue Tumelaire, 15, Maison dorée, architecte Alfred Frère, sgraffittes de Gabriel Van Dievoet, 1899.
- rue Tumelaire, 91, maison pour l'adjudant Boudrenghien par Hector Lecomte, 1906[5]
- rue de Marcinelle, 34 à 40, quatre maisons de commerce par Zacharie Clercx, 1904[6]
- rue de Marcinelle, 5, Raoul Taburiaux, 1908. Sgraffite attribué à Paul Cauchie[7]
- rue de la Montagne, 38. Sgraffite attribué à Paul Cauchie
- rue de Dampremy, 12, Hector Tonet, 1907. Sgraffite attribué à Paul Cauchie[8]
- avenue des Alliés, 22 à 26, Hector Tonet, dont
  - la maison des Quatre Arts[9]

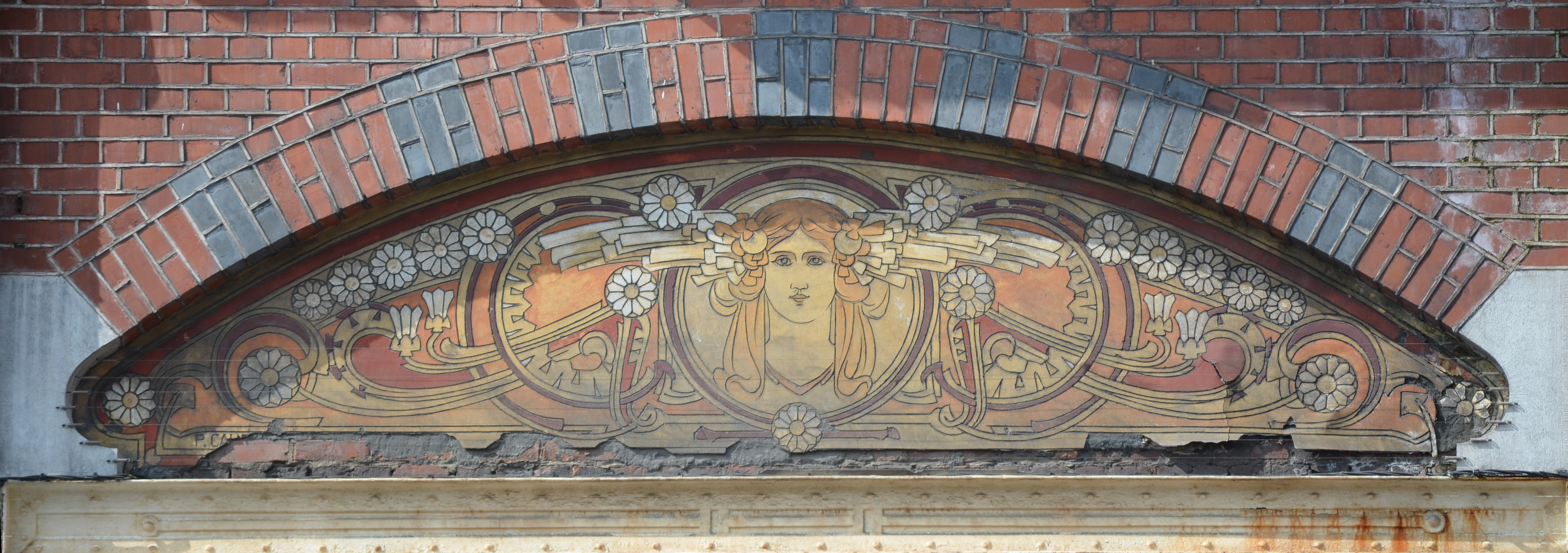
Sgrafitte signé Paul Cauchie, rue de la Montagne 38 à Charleroi (septembre 2014).

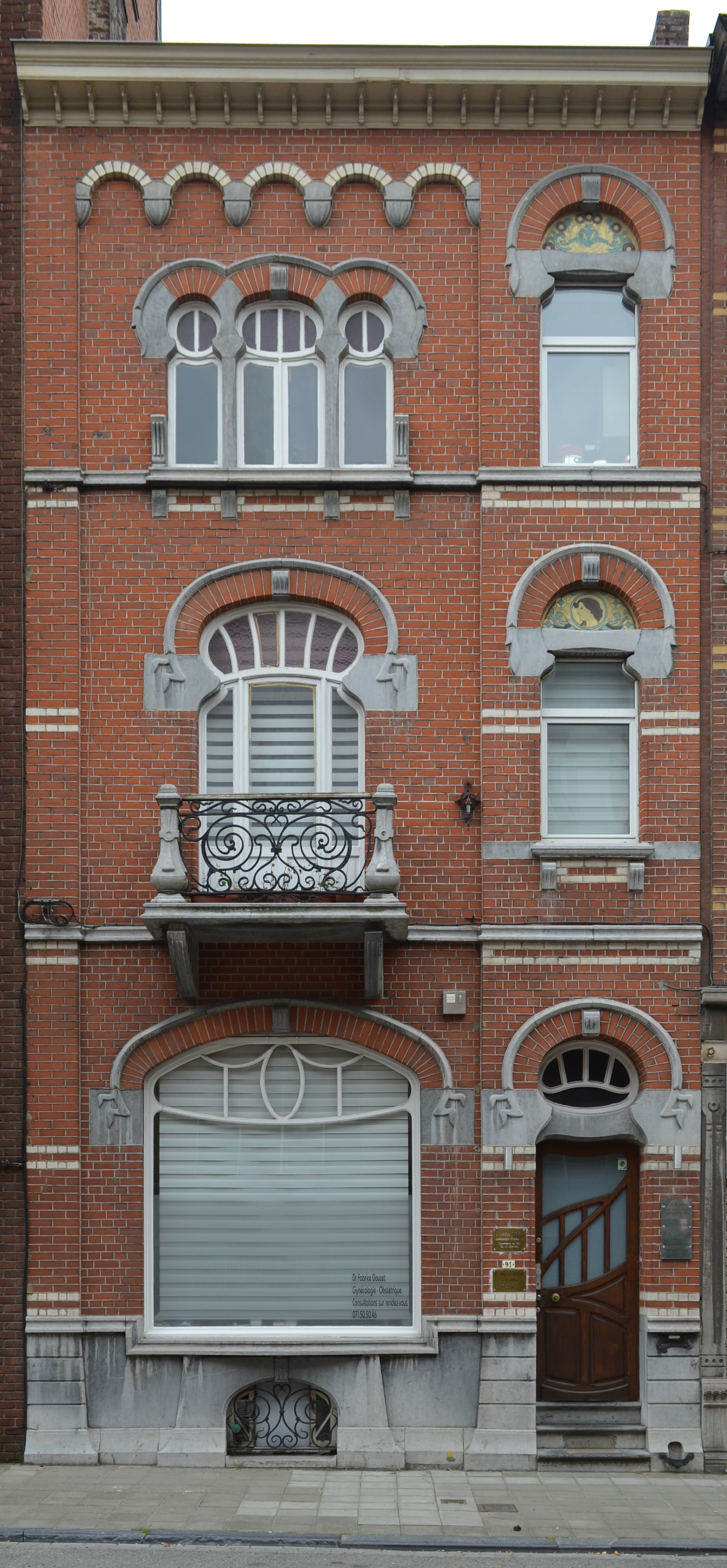
Maison Boudrenghien
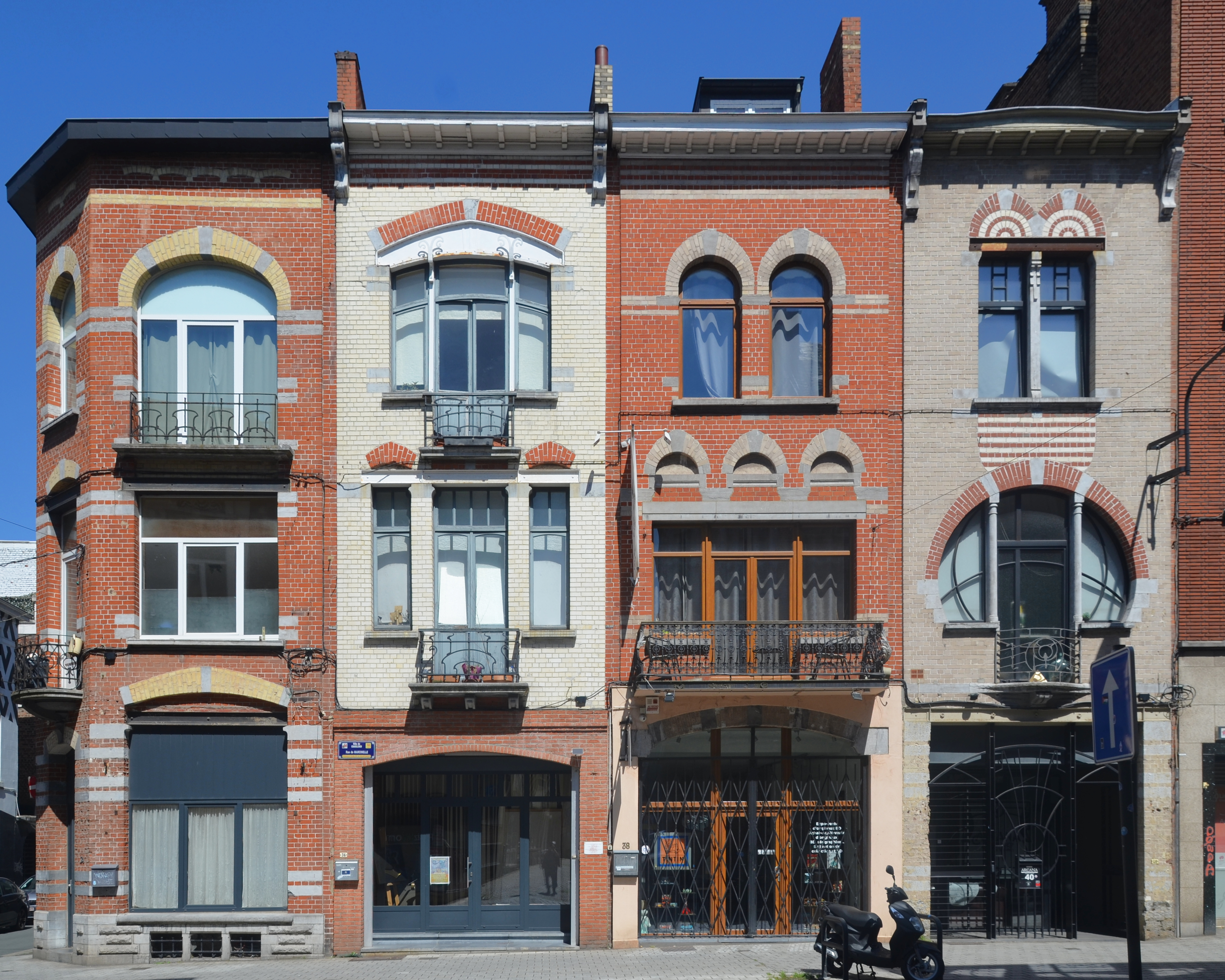
rue de Marcinelle 34 à 40
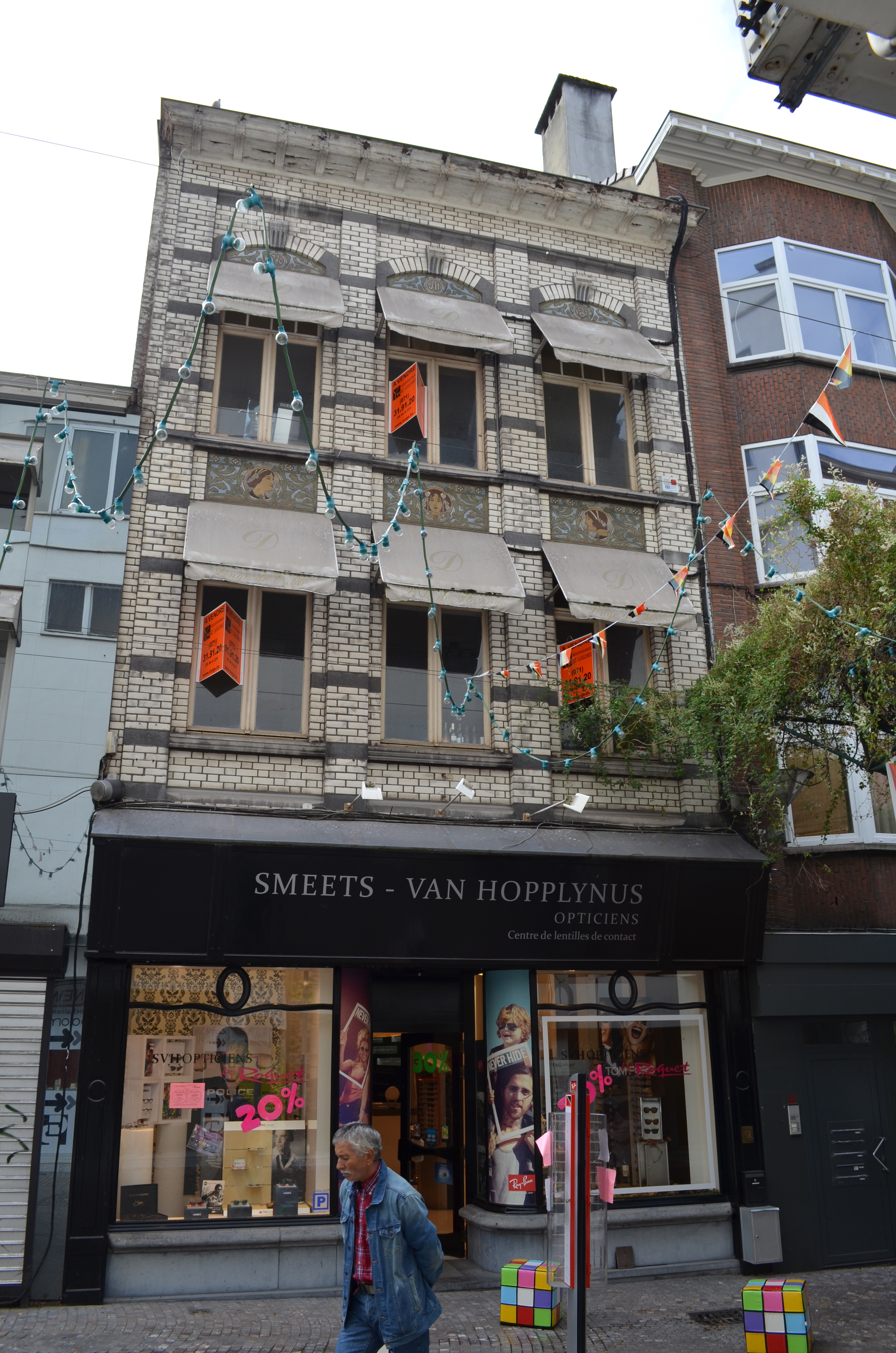
rue de Dampremy 12

### Dans les autres sections (anciennes communes)
- place du Chenois, 60 à Lodelinsart. Maison du début du XXe siècle ayant conservé une belle devanture commerciale de style Art nouveau aux châssis à petits-bois garnis de vitraux[10].
- rue Adolphe François 24-26 à Lodelinsart. Maisons d'habitation réalisées par Lefèvre-Bougé en 1906[11].
- avenue Meurée, 65 à Marcinelle. Habitation du premier quart du XXe siècle avec 3 châssis Art nouveau subsistants[12].
- avenue de Philippeville, 90 à Marcinelle. Maison délabrée ayant conservé ses châssis d'origine sauf au rez-de-chaussée[12].
- maison en rue Jules Destrée, 25 à Marcinelle. Maison du premier quart du XXe siècle[13].
- Cinéma-théâtre le Varia à Jumet. Édifice construit vers 1910 de style éclectique teinté d'Art nouveau[14].
- Gosselies, Maison Gaspar-Thibaut (salon Art Nouveau), Oscar Van de Voorde, vers 1900[15].
- rue Puissant 108 à Jumet. Maison du début du XXe siècle[16],[b].

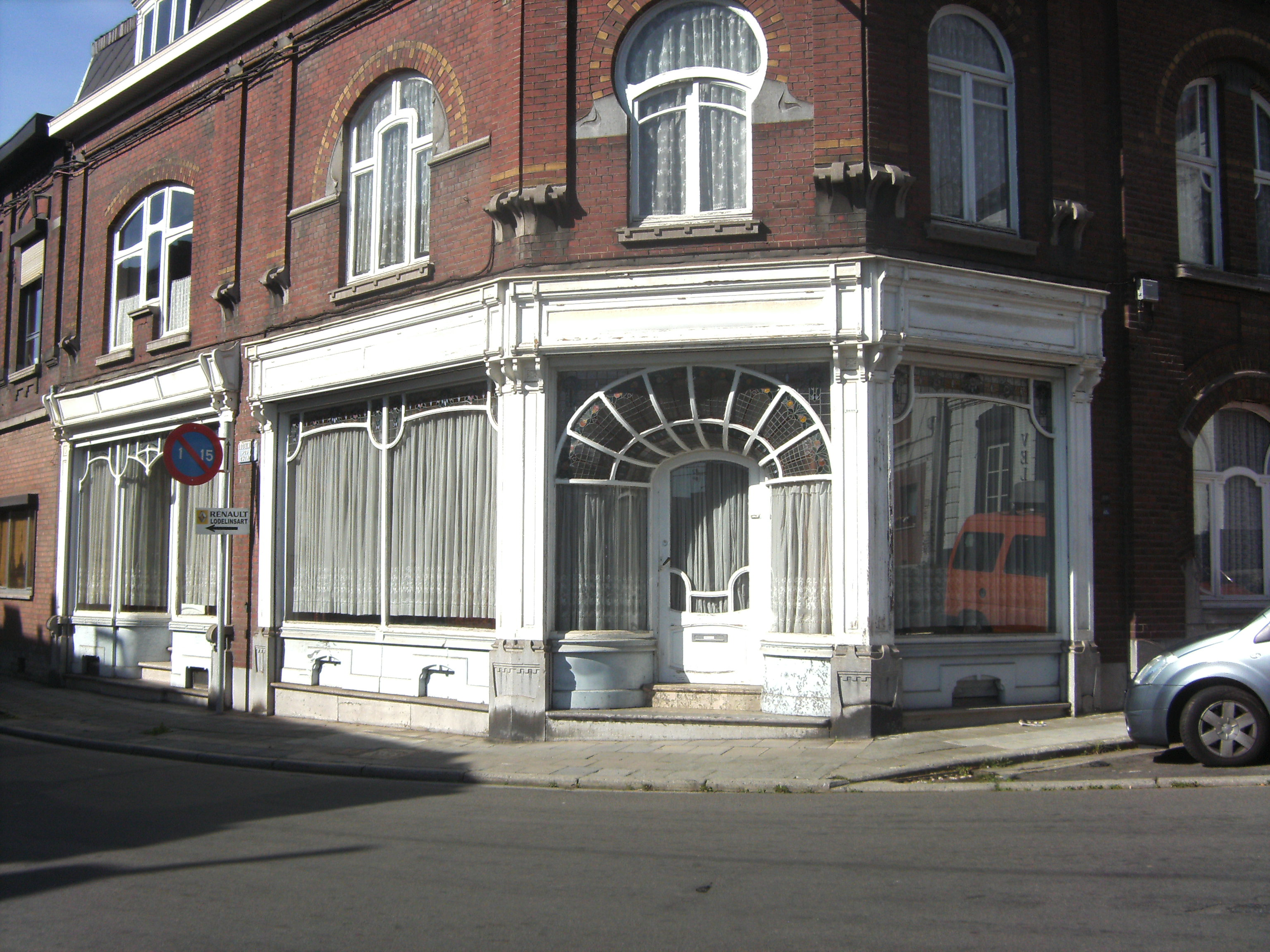
Place du Chenois, 60 à Lodelinsart.
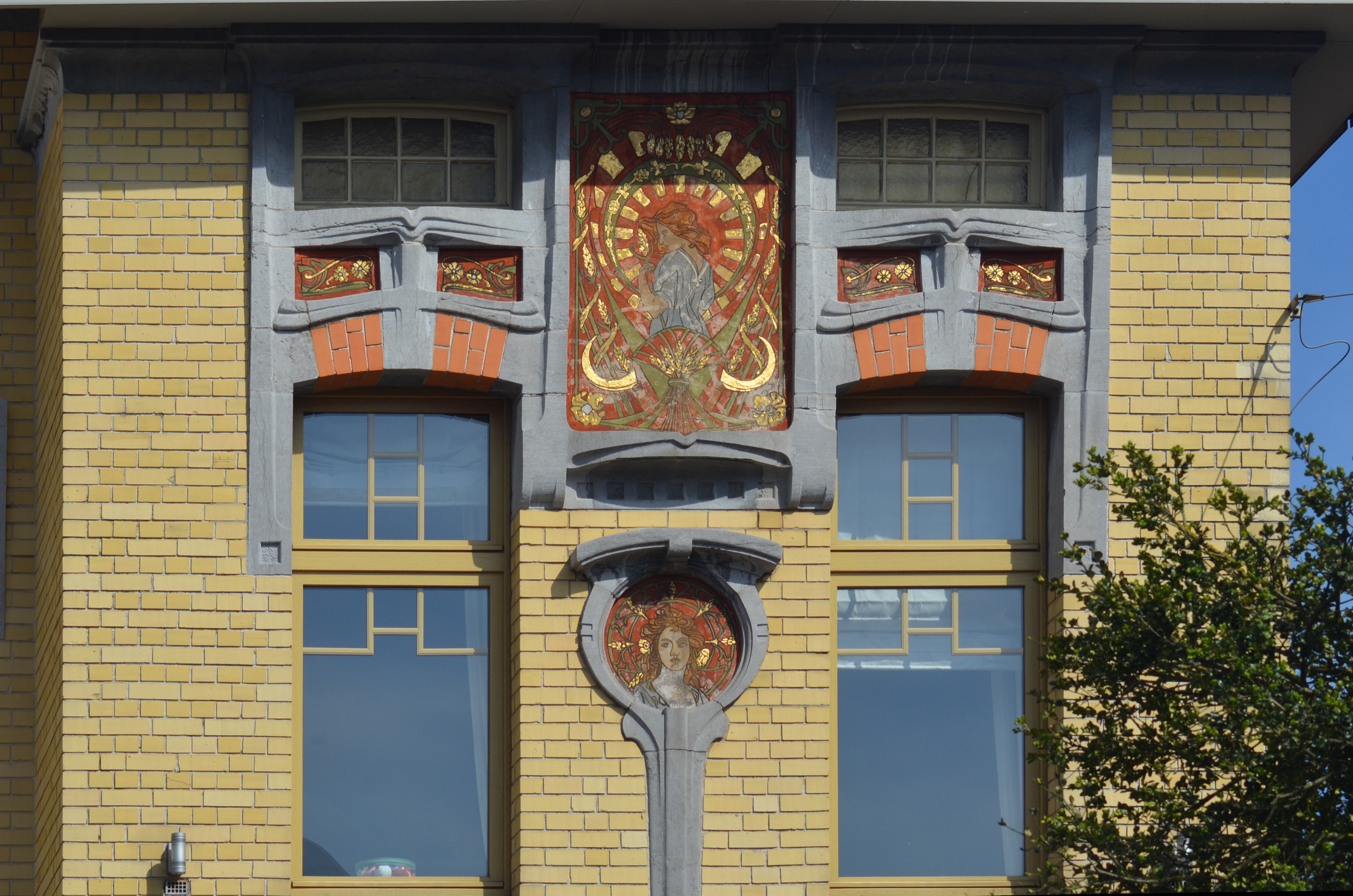
Rue Jules Destrée, 25 à Marcinelle. Détail des sgraffites.
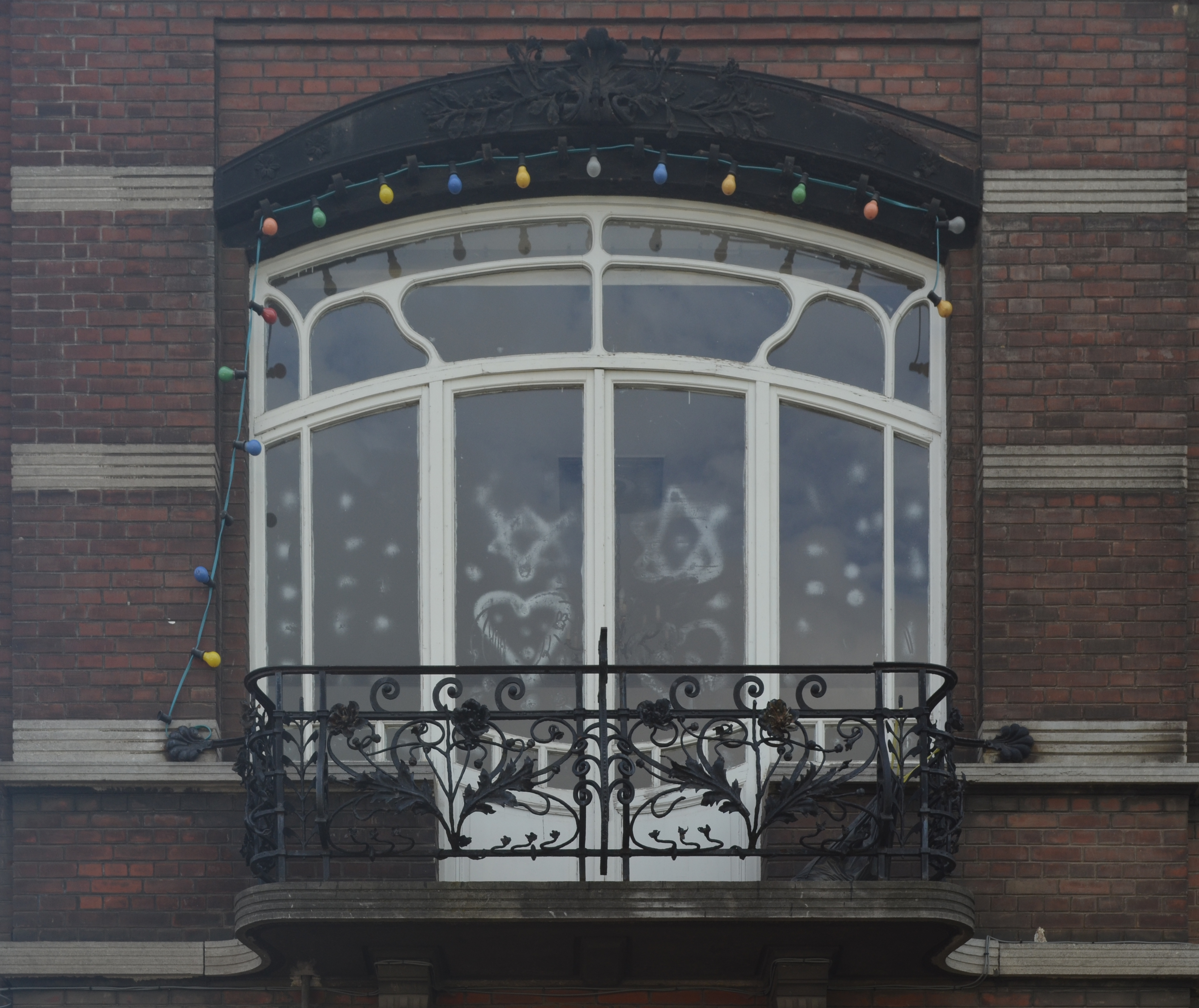
Avenue de Philippeville, 90 à Marcinelle. Fenêtre du premier étage.
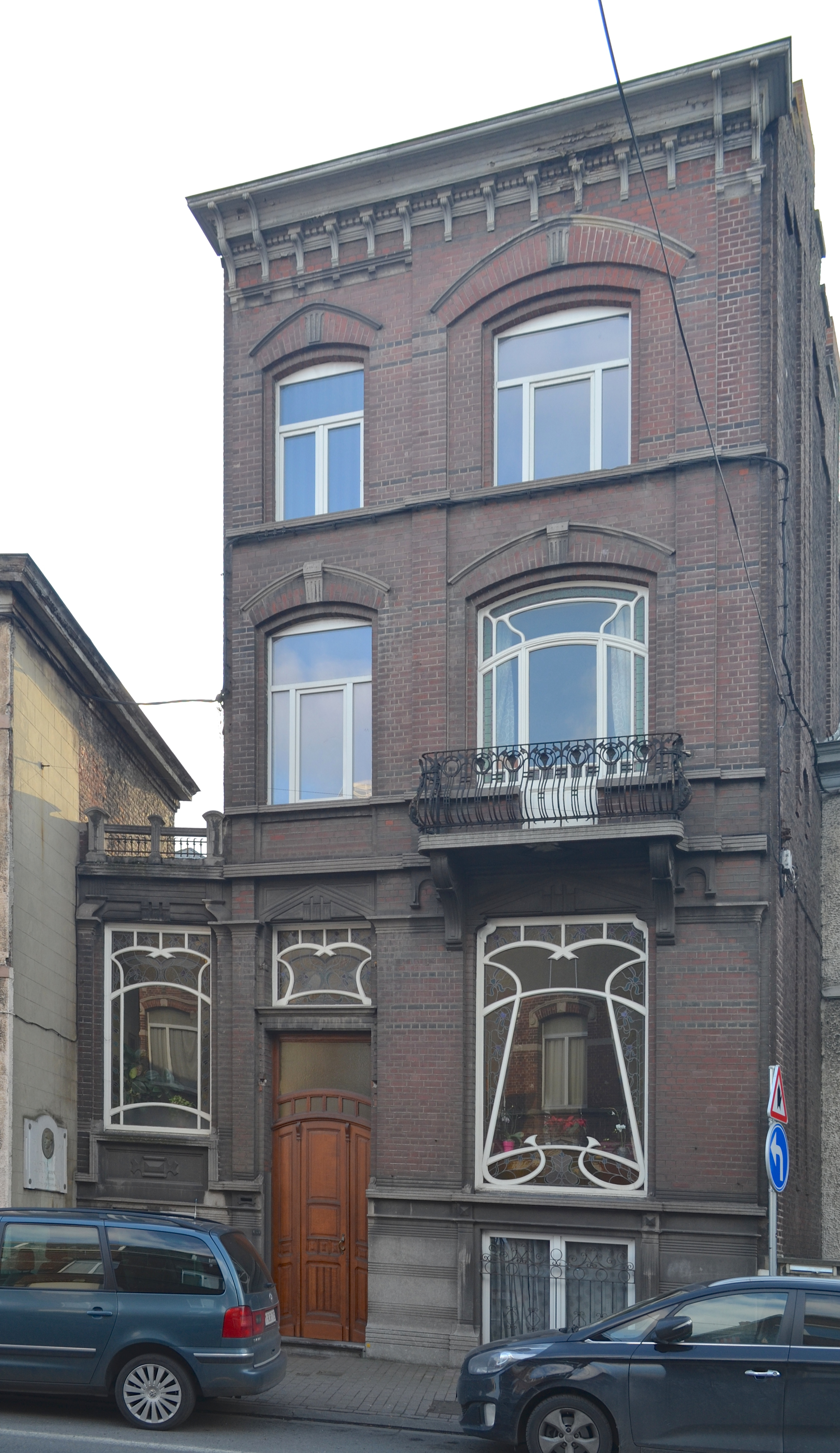
Avenue Meurée, 65 à Marcinelle.
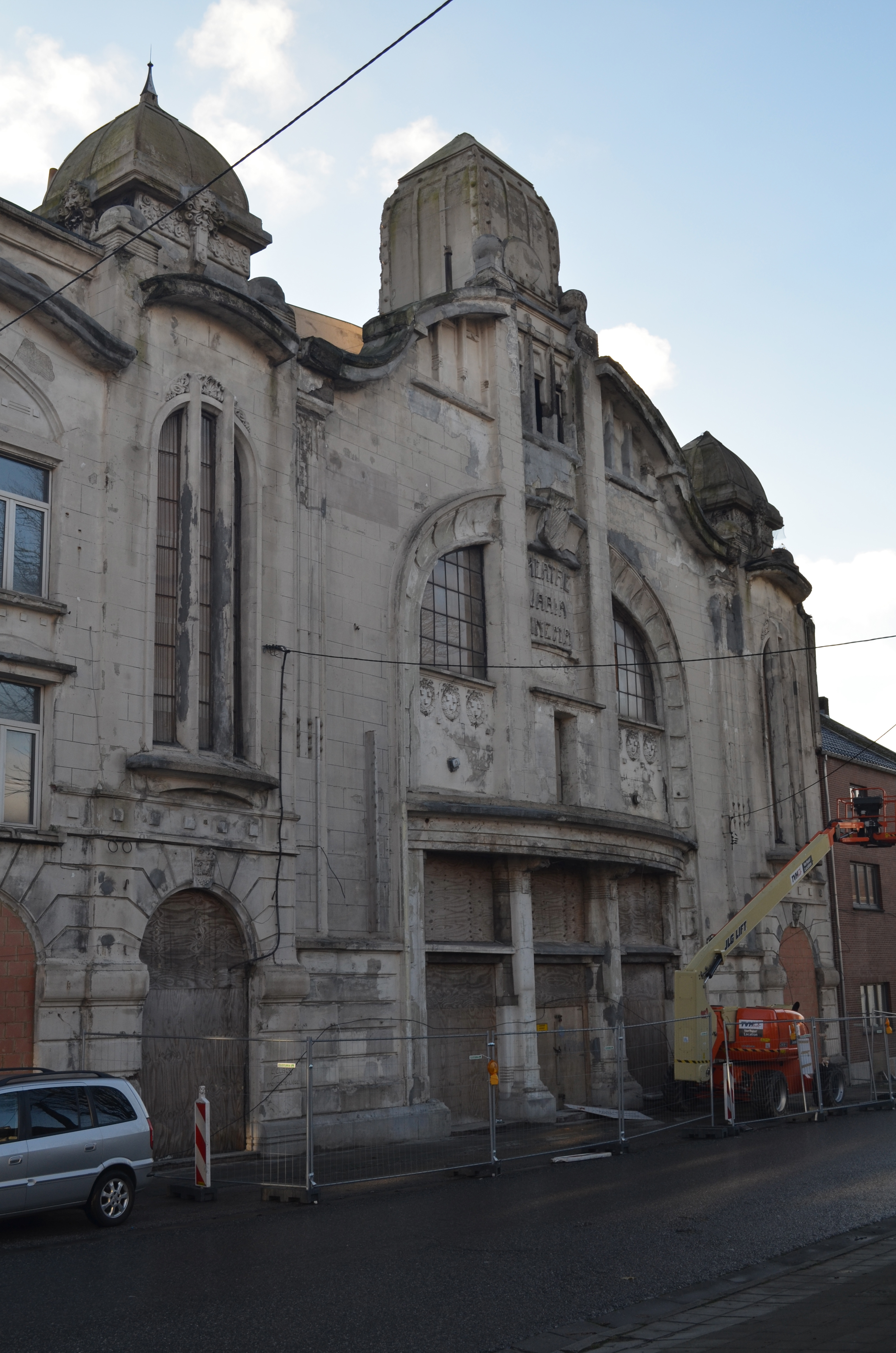
Le Varia à Jumet.
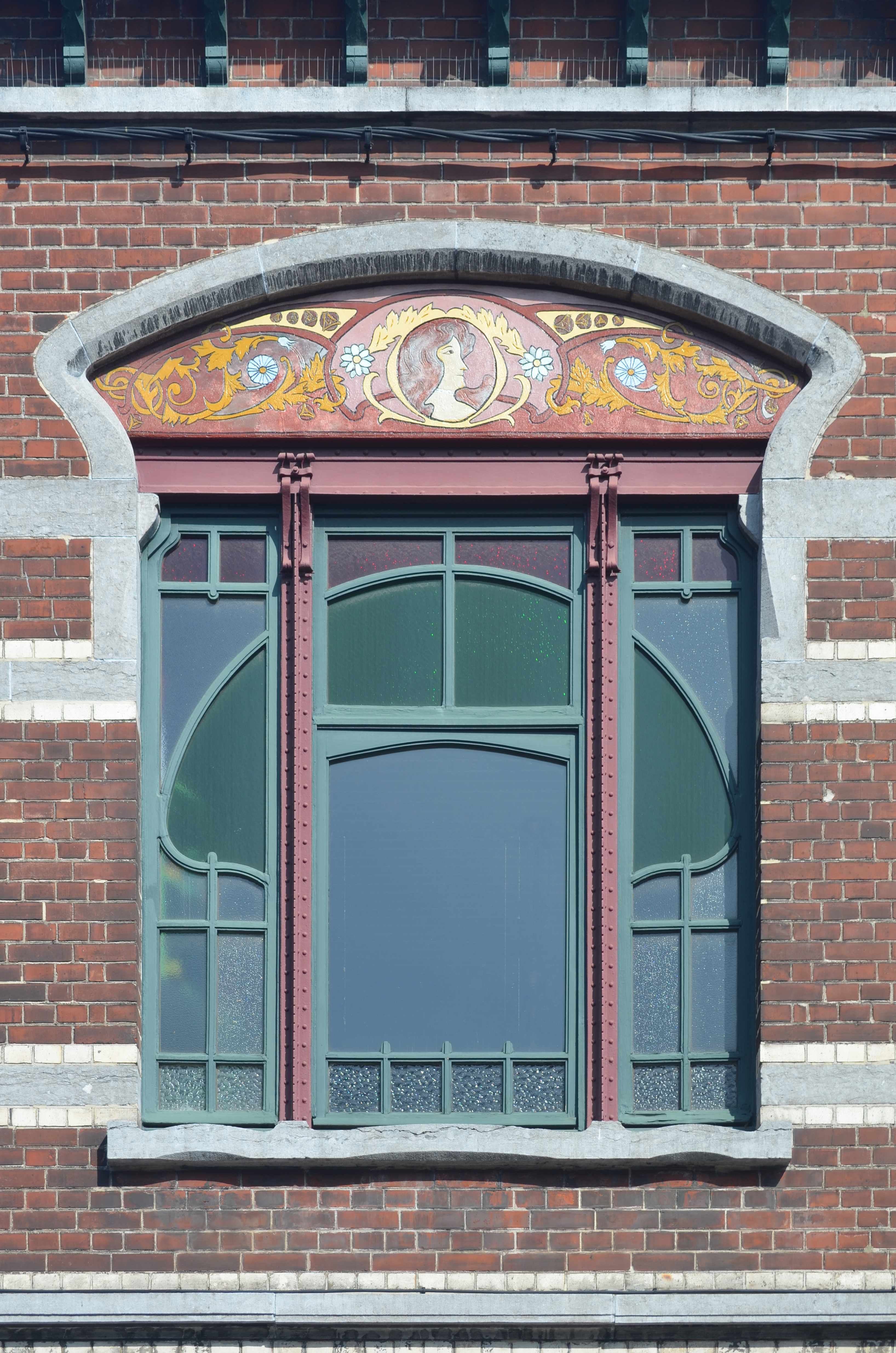
Rue Puissant, 108 à Jumet. Fenêtre du premier étage.

## Localisation des principales œuvres au centre-ville
| \| Maison dorée Maison Lafleur Maison des médecins Maison Boudrenghien Rue de la Montagne 38 Rue de la Régence 63 Maison des médecins Rue de Marcinelle 5 Rue de Dampremy 12 Rue Zénobe Gramme 22 Rue Neuve 26 Rue Adolphe François à Lodelinsart Place du Chenois à Lodelinsart \| Art nouveau à Charleroi centre |
| Maison dorée Maison Lafleur Maison des médecins Maison Boudrenghien Rue de la Montagne 38 Rue de la Régence 63 Maison des médecins Rue de Marcinelle 5 Rue de Dampremy 12 Rue Zénobe Gramme 22 Rue Neuve 26 Rue Adolphe François à Lodelinsart Place du Chenois à Lodelinsart                                      |

## Conservation du patrimoine Art nouveau à Charleroi

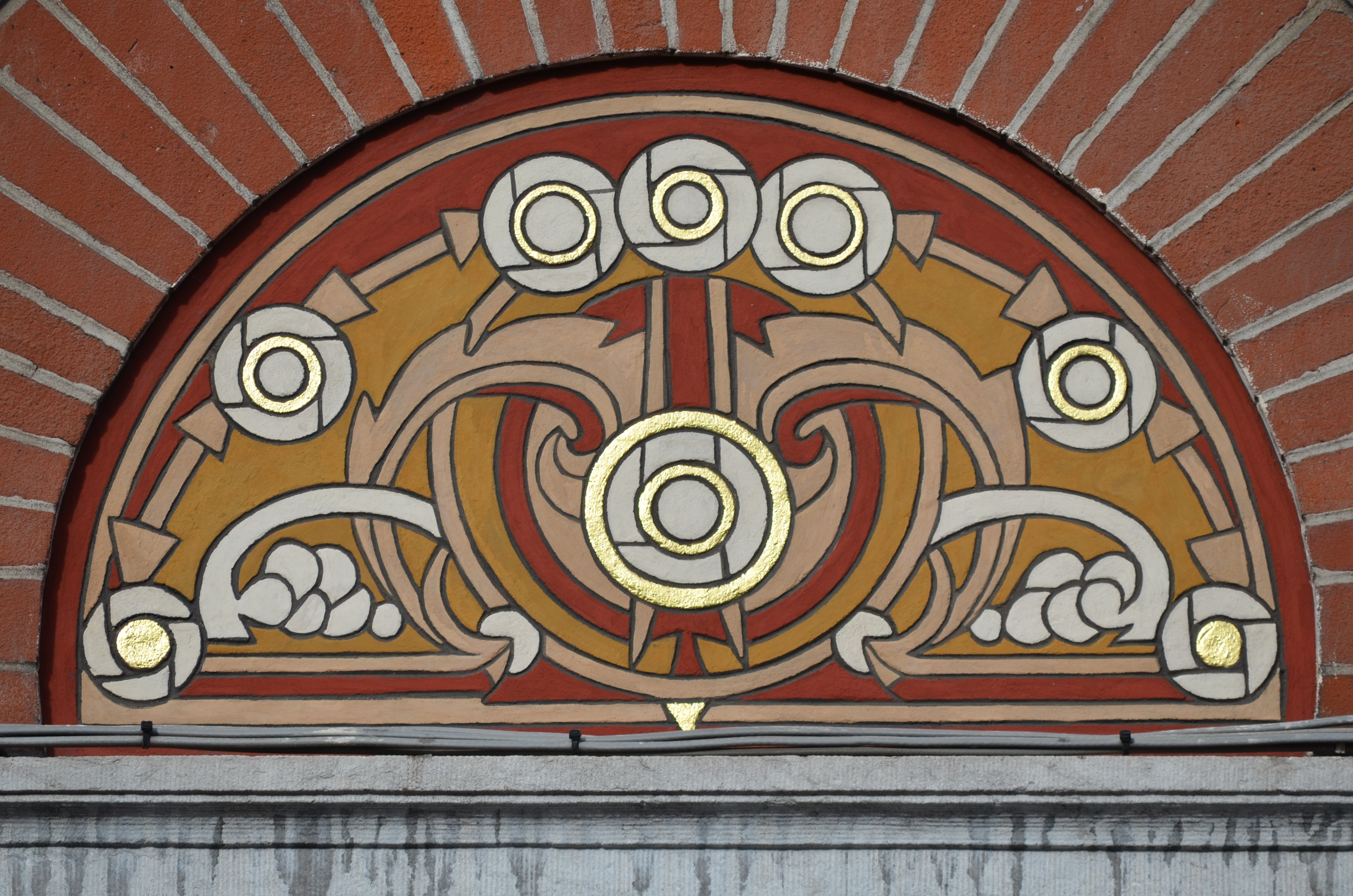
Sgraffite au boulevard Pierre Mayence. Réalisé par Paul Cauchie en 1906[17], il fut restauré en 2016.
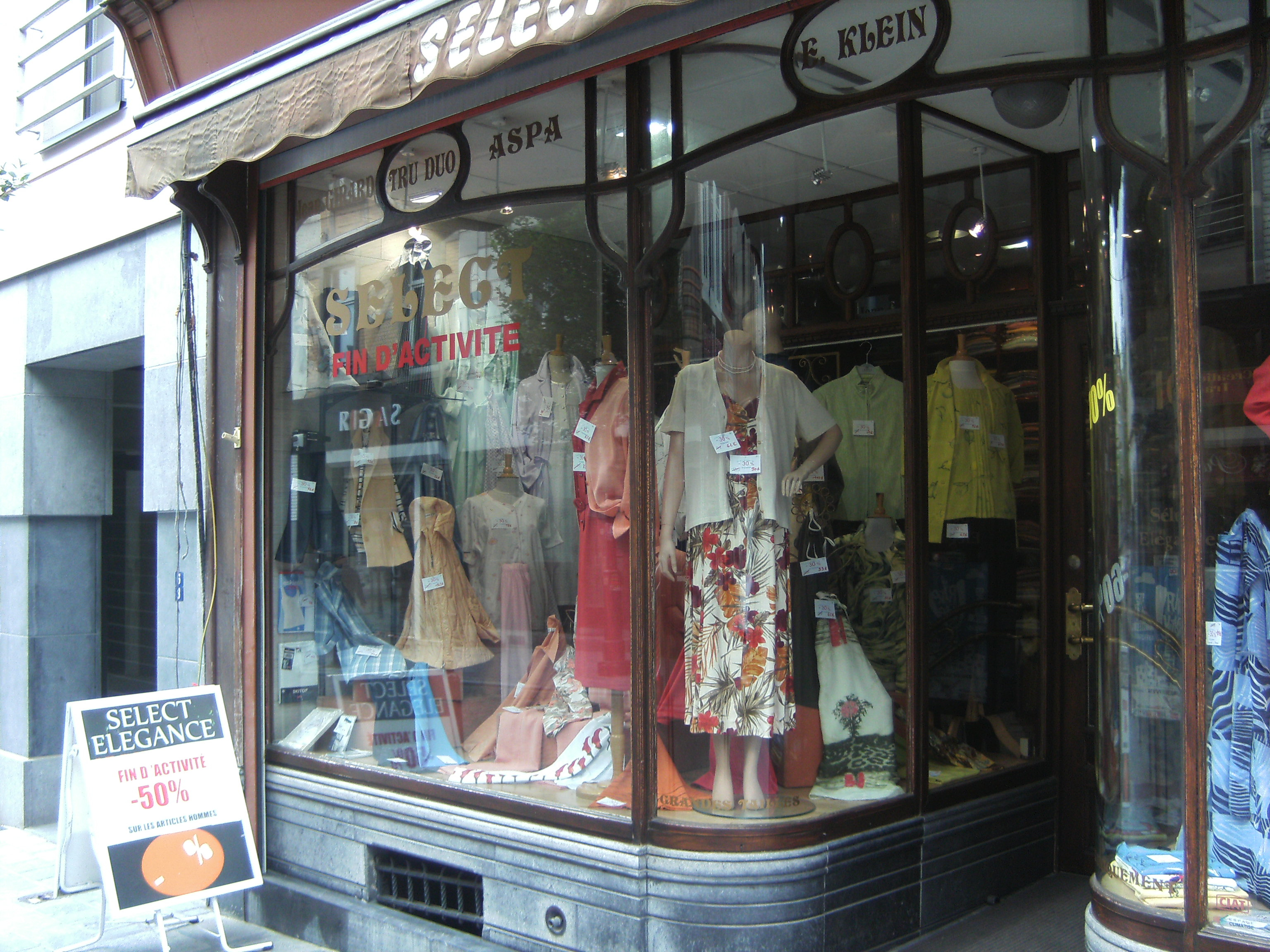
Vitrine située à la rue Neuve, dessinée par Hector Tonet. Enlevé en 2017 elle retrouve sa place en 2019 en façade du nouvel immeuble construit à cet endroit.
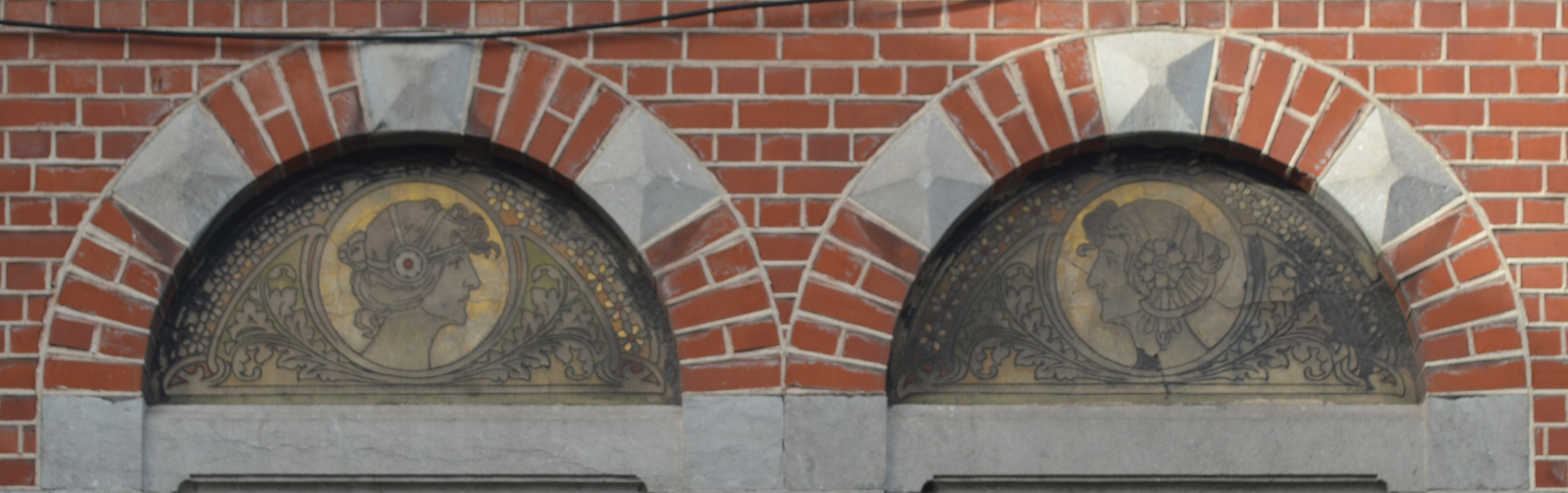
Sgraffites[18] à Marcinelle, réalisés en 1901 par Gabriel Van Dievoet[c] rue du Basson, 26, leur restauration a été faite en 2018[19].
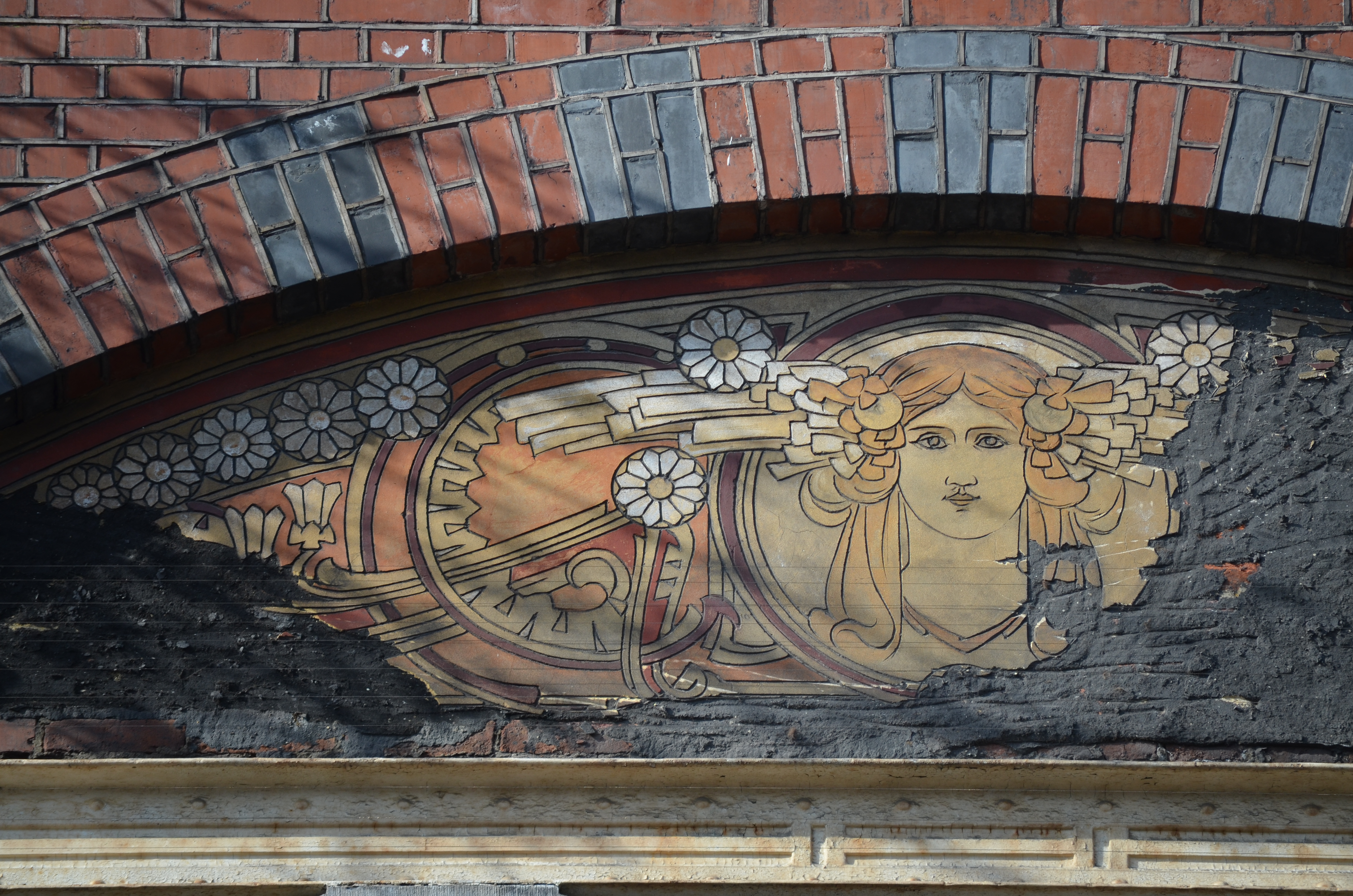
Sgraffite de Paul Cauchie à la rue de la Montagne en février 2018[17].
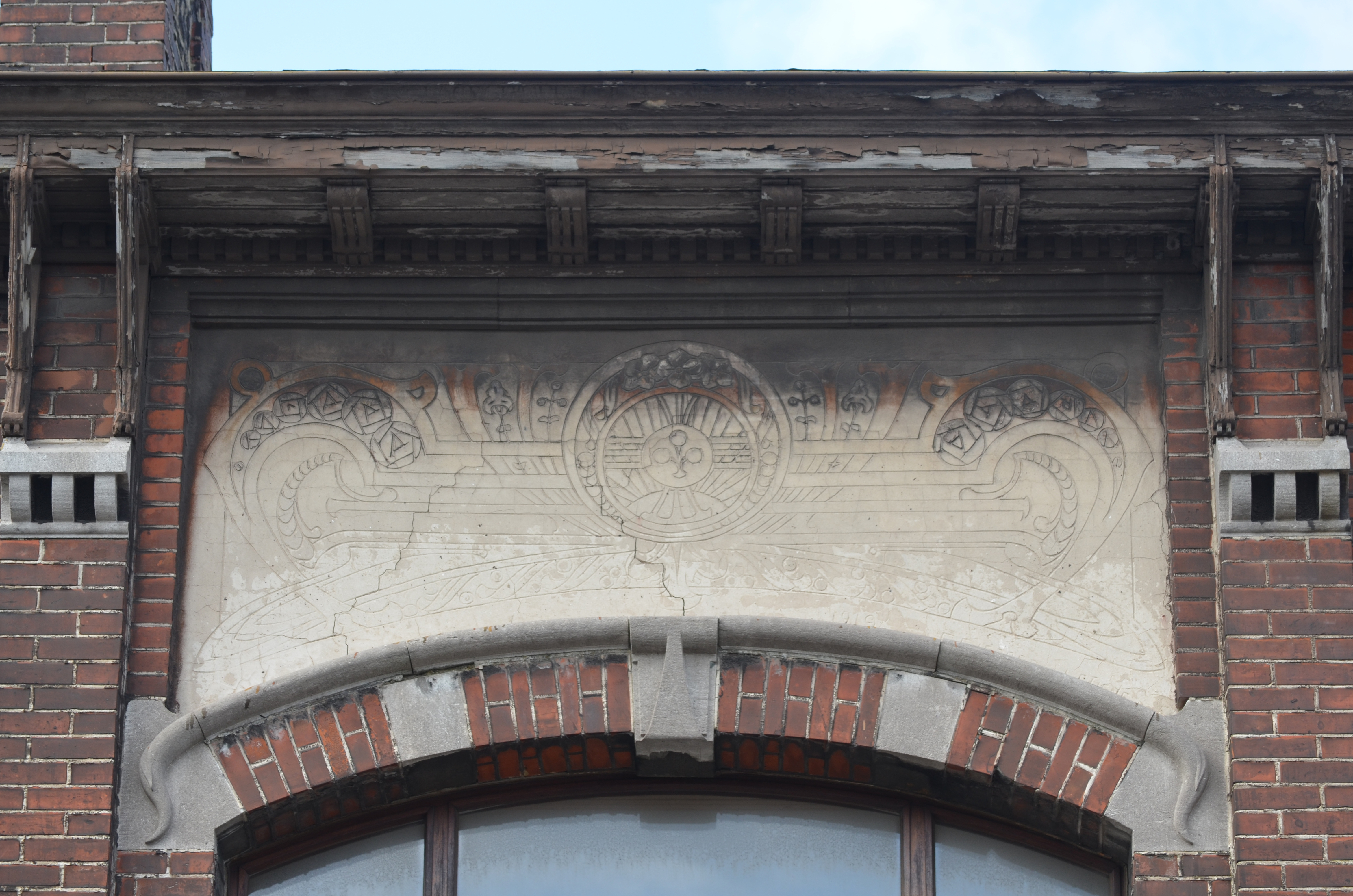
Sgraffite de 1919 à la rue Puissant à Jumet. Les couleurs ont disparu, mais le tracé des motifs subsiste.